# Calabacitas tiernas
Calabacitas tiernas o ¡Ay qué bonitas piernas! es una película de comedia musical mexicana de 1949, escrita y dirigida por Gilberto Martínez Solares y protagonizada por Germán Valdés «Tin-Tan», Rosita Quintana, Nelly Montiel, Rosina Pagan, Amalia Aguilar y Gloria Alonso. En la cual destaca el debut actoral de Ramón Valdés, más conocido principalmente por haber interpretado a Don Ramón en la serie de televisión de comedia, El Chavo del Ocho, además de ser hermano menor de Tin-Tan.

## Argumento
Tin-Tan por accidente, se relaciona con un pícaro empresario arruinado que lo hace pasar por sí mismo para evitar dar la cara ante sus acreedores. En su nueva personalidad, monta un espectáculo musical con la brasileña Rosina, la cubana Amalia, la mexicana Nelly y la niña española Gloria. Coqueto y carismático, Tin-Tan provoca que las mujeres (incluyendo a la simpática sirvienta Lupe) se peleen por su amor y por el crédito principal del espectáculo que ha sido financiado, sin que nadie lo sepa, con dinero inexistente.

## Elenco
- Germán Valdés como Tin-Tan.
- Rosita Quintana como Lupe, sirvienta de Tin-Tan.
- Nelly Montiel como Nelly.
- Rosina Pagan como Rosina.
- Amalia Aguilar como Amalia.
- Gloria Alonso como Gloria.
- Jorge «Che» Reyes como Reyes.
- Ramón Valdés "Don Ramón" como Willy.
- Manuel Valdés "El Loco"

### Crítica
Este filme ocupa el lugar N° 33 dentro de la lista de las 100 mejores películas del cine mexicano, según la opinión de 25 críticos y especialistas del cine en México, publicada por la revista Somos en julio de 1994.